# سميرة عابد
سميرة عابد، ممثلة بحرينية. بدأت العمل الفني في عام 1984 واشتهرت بالأدوار الصغيرة وقدمت أدوار الأم في العديد من المسلسلات الخليجية.

## أعمالها

### من المسلسلات
- 1990: هي والفرسان الثلاثة.
- 1990: بن عقل.
- 1997: ناس من ناس.
- 2003: عويشة.
- 2003: دموع الرجال.
- 2003: درب المحبة.
- 2003: بيتنا الكبير.
- 2004: وبعد.
- 2004: الشقردي.
- 2004: الدار.
- 2004: الأخرس.
- 2005: جبروت إمرأة.
- 2005: الدكتورة.
- 2006: جادة 7.
- 2006: الرحى.
- 2006: الاختيار الصعب.
- 2006: أبو شلاخ البرمائي.
- 2007: بغوها طرب.
- 2007: لحظة ضعف.
- 2008: عذاب.
- 2008: أسوار 2.
- 2009: على موتها أغني.
- 2010: بنات آدم.
- 2011: الحب المستحيل.
- 2012: غريب الدار.
- 2012: ملحق بنات.
- 2012: الوداع.
- 2013: لولو ومرجان - الجزء الثاني.
- 2013: برايحنا.
- 2013: البيت بيت أبونا.
- 2013: الواجهة.
- 2014: ريحانة.
- 2015: إمرأة مفقودة.
- 2015: الحب الحلال.
- 2016: شد بلد.
- 2016: حزاوينا خليجية.
- 2017: كان في كل زمان.
- 2018: بطران عايش يومه.
- 2022: حكايات ابن الحداد - الجزء الثاني.
- 2022: دافي الشعور.

### في المسرح
- 1984: الشاطر حسين - عروض البحرين.
- 2007: بيت الوالدة.
- 2008: الفانوس السحري.
- 2018: البيت بيت أبونا.

## وصلات خارجية
- سميرة عابد على موقع قاعدة بيانات الأفلام العربية